# Julianne McNamara
Julianne Lyn McNamara (Nova Iorque, 11 de outubro de 1965) foi uma ginasta norte-americana que competiu em provas da modalidade artística.
McNamara foi a primeira ginasta da nação a conquistar uma medalha de ouro individual olímpica. Além, a ex-atleta foi campeã estadunidense no mesmo ano em que conquistou a vaga na equipe nacional, que boicotou os Jogos de Moscou. Em Mundiais, foi medalhista de bronze nas barras assimétricas, seu aparelho de melhor desempenho.

## Carreira
Filha de pais australianos, a carreira nacional de McNamara iniciou-se no ano de 1979, no Campeonato Nacional Júnior, no qual terminou com a sexta colocação geral. Um ano mais tarde, a ginasta e sua companheira de clube, Tracee Talavera, classificaram-se para disputar as Olimpíadas de Moscou, na Rússia. Contudo, o boicote realizado pelo governo norte-americano, impediu que qualquer atleta disputasse os eventos realizados nas modalidades esportivas. Neste mesmo ano, Julianne tornou-se a campeã nacional, ao disputar, pela primeira vez, a competição sênior. Apesar de vencer o individual geral, em sua estreia, a ginasta não repetira a conquista, terminando em quarto no ano seguinte, e em segundo, nos três anos sequenciais, sendo superada por Talavera, Dianne Durham e Mary Lou Retton.
Em 1981, disputando o Mundial de Moscou, a atleta conquistou uma medalha de bronze, em nova estreia na carreira, ao empatar com a soviética Yelena Davydova, e atingiu a sétima colocação no individual geral – marca até então, inédita. No ano seguinte, na Copa do Mundo, novo bronze para a ginasta: na prova do salto sobre o cavalo e uma nova inédita posição: o oitavo lugar para a ginástica norte-americana, no concurso geral. Em 1983, no Mundial de Budapeste, apesar de não conquistar medalhas, McNamara esteve presente em três finais. No individual geral, um erro na prova do solo a fez encerrar participação na 16º posição. Nas finais por aparelhos, a atleta ficou em sexto lugar no salto e em sétimo nas barras assimétricas. Em 1984, seu último como profissional no esporte, a ginasta participou de uma edição olímpica: Os Jogos de Los Angeles, nos Estados Unidos. Neles, a atleta conquistou três medalhas. A primeira, por equipes, foi de prata. Ao lado de Kathy Johnson, Michelle Dusserre, Talavera, Pamela Bileck e Retton, a ginasta fora superada pela equipe romena de Ecaterina Szabó. Na sequência, um novo feito inédito para a ginástica estadunidense: A medalha de ouro em uma final por aparelhos – nas barras paralelas, empatada com a chinesa Ma Yanhong, sob a nota 10. Encerrando sua participação, na final do solo, prata para a norte-americana, superada por Szabó.
Ao encerrarem-se os Jogos, Julianne aposentou-se da modalidade. No entanto, só em 1987, esta retirada fora oficializada, e a agora ex-atleta, envolveu-se com a UCLA, a Universidade da Califórnia, onde ainda mantém vínculo. Ao longo da carreira, McNamara conquistara notas dez em algumas competições, ao performar em seu aparelho de melhor desempenho: as paralelas assimétricas.
Aposentada da ginástica, Julianne investiu em uma nova profissão: a de atriz, e envolveu-se com filmes e séries de tv – entre elas, Knight Rider. Em adição, ainda fora comentarista em vários programas, trabalhou para a NBC por quatro anos (1988-1992) e na ESPN. Em 1989, McNamara casou-se com Todd Zeile, um jogador de beisebol, que defendeu o Dodgers e o Texas Rangers. Junto, o casal teve quatro filhos, sendo Garret e Hannah, os mais velhos. Bem visto pela comunidade esportiva, o casal está constantemente presente em eventos de caridade e em campeonatos de golfe.

## Principais resultados
| Ano  | Evento                                    | AA                | Equipe           | Salto sobre o cavalo. | Trave.            | Barras assimétricas. | Solo.             |
| ---- | ----------------------------------------- | ----------------- | ---------------- | --------------------- | ----------------- | -------------------- | ----------------- |
| 1979 | Campeonato Nacional Júnior                |                   |                  |                       | Medalha de prata  |                      |                   |
| 1980 | Campeonato Nacional                       | Medalha de ouro   |                  | Medalha de ouro       | Medalha de bronze |                      |                   |
| 1980 | Pré-Olímpico                              | 7º                |                  |                       |                   |                      |                   |
| 1981 | Campeonato Mundial de Ginástica Artística | Medalha de bronze |                  |                       |                   |                      |                   |
| 1982 | Campeonato Nacional                       | Medalha de prata  |                  |                       | Medalha de ouro   |                      | Medalha de bronze |
| 1982 | Copa do Mundo                             |                   |                  | Medalha de bronze     |                   |                      |                   |
| 1983 | Campeonato Nacional                       | Medalha de prata  |                  |                       | Medalha de ouro   |                      |                   |
| 1983 | Campeonato Mundial de Ginástica Artística | 16º               | 7º               |                       |                   |                      |                   |
| 1984 | Campeonato Nacional                       | Medalha de prata  |                  |                       | Medalha de ouro   | Medalha de prata     |                   |
| 1984 | Pré-Olímpico                              | Medalha de prata  |                  |                       |                   |                      |                   |
| 1984 | Jogos Olímpicos                           |                   | Medalha de prata |                       |                   | Medalha de ouro      | Medalha de prata  |